# Alfonso Iturralde
Alfonso Iturralde (Mérida, 10 de outubro de 1948 – Cidade do México, 25 de julho de 2023) foi um ator mexicano.

## Biografia
Alfonso já atuou em mais de 28 telenovelas. Quando era pequeno e estava no colégio fazia ou assistia peças, então foi lá que descobriu sua vocação para ser ator. Na escola era chamado de herói das películas. Sua fama internacional se deve as suas atuações em várias telenovelas entre elas está a telenovela Marimar que foi protagonizada por Thalia no ano de 1994, quando ele interpretou Renato Santibañez, atuando com Chantal Andere e Eduardo Capetillo.
O ator faleceu aos 74 anos, ele havia sido diagnosticado com câncer de próstata em 2019, mas a causa da morte não foi revelada.

## Filmografia
- La desalmada (2021) .... Alberto Tsubaki
- Like (2018) .... Bernardo
- Papá a toda madre (2017-2018) .... Ángel Landeros
- Enamorándome de Ramón (2017) .... Pablo Méndez
- Tres veces Ana (2016) .... Bernardo Campos
- Quiero amarte (2014) .... Armando
- La tempestad (2013) .... Padre Tomás
- Como dice el dicho (2012-2016) .... Ramiro / Julio
- Dos hogares (2011) .... Javier
- Amorcito corazón (2011) .... Leopoldo Cordero Méndez
- La fuerza del destino (2011) .... Silvestre Galván
- La rosa de Guadalupe (2010-2015) .... Patricio / Victor Hugo
- En nombre del amor (2009) .... Juan "Juancho"
- Las tontas no van al cielo (2008) .... Padre Alonso
- Querida enemiga (2008) .... Omar Armendáriz Vallejo
- Al diablo con los guapos (2007-2008) .... Eugenio Senderos
- La fea más bella (2006) .... Jack Reinard
- Bajo el mismo techo (2005) .... Fernando Maldonado
- Sueños y caramelos (2005) .... Gerardo
- Rebelde (2005) .... Heitor Paz
- Apuesta por un amor (2004) .... Professor Homero Preciado
- Alegrijes y Rebujos (2004) .... Santiago Garza
- Bajo la misma piel (2003) .... José María Barraza
- La otra (2002) .... Narciso Bravo
- Así son ellas (2001-2002) .... Alejandro
- Por un beso (2000-2001) .... Octavio Mendiola
- La culpa (2001)
- Carita de Ángel (2000) .... Dr. Luis Fragoso
- Siempre te amaré (2000) .... Padre Pablo
- Cuento de Navidad (1999) .... Convidado
- Por tu amor (1999) .... Rafael Luévano
- Rosalinda (1998) .... Alfredo
- Preciosa (1998) .... Roberto San Román
- Mi querida Isabel (1996-1997) .... Ernesto
- La culpa (1996) .... Rafael Moltavo
- Azul tequila (1995-1996) .... Dr. Carlos Grimberg
- Marimar (1993-1994) .... Renato Santibáñez
- Videoteatros (1993)
- El vuelo del águlla (1993) .... Tejada
- Entre la vida y la muerte (1992-1993) .... Dr. Federico Guitérrez
- El abuelo y yo (1992) .... René Pérez-Villegas
- El camiño secreto (1991) .... Dr. Méndez
- Mujer, casos de la vida real (1990-2007)
- Ángeles blancos (1990) .... Augusto
- La casa al final de la calle (1988) .... Rafael
- Tiempo de amar (1987) .... Carlos
- Monte calvario (1986) .... Roberto
- Principessa (1984) .... Aníbal
- La pasión de Isabela (1984) .... Sebastián Landeros
- La fiera (1983) .... Lupito #2
- Bianca Vidal (1982) .... Humberto
- Vanessa (1982) .... Lisandro / Rodrigo Montemayor